# Prosopodonta bicoloripes
Prosopodonta bicoloripes es una especie de insecto coleóptero de la familia Chrysomelidae.
Fue descrita científicamente en 1934 por Pic.